# Voo Pegasus Airlines 8622
O voo 8622 da Pegasus Airlines foi um voo doméstico de Ancara para Trabzon, na Turquia. Em 13 de janeiro de 2018, durante o pouso na pista 11 do Aeroporto de Trabzon, a aeronave que operava o voo saiu do lado esquerdo da pista e deslizou parcialmente por um penhasco. Embora não tenha havido fatalidades ou ferimentos para os 168 passageiros e tripulantes, a aeronave foi danificada sem possibilidade de reparo e, posteriormente, cancelada.

## Aeronave
A aeronave envolvida era um Boeing 737-82R, com msn 40879 e número de linha 4267. Tinha o prefixo TC-CPF, chamava-se "Zeynep" e era operado pela transportadora turca de baixo custo Pegasus Airlines. A aeronave fez seu primeiro vôo em 15 de novembro de 2012, antes de ser entregue à Pegasus Airlines em 30 de novembro. Ele havia voado 9 voos em 13 de janeiro, sem relatos de quaisquer danos ou problemas por parte dos pilotos ou da tripulação de solo.

## Acidente
O voo 8622 foi um voo doméstico regular do Aeroporto Internacional Esenboğa, em Ancara, para o aeroporto de Trabzon. Havia 162 passageiros e 6 tripulantes a bordo. A aeronave pousou às 23:26 hora local (20:26 UTC). Após o pouso, a aeronave desviou para a esquerda, derrapou para fora da pista e escorregou por um penhasco. A aeronave parou em posição precária ao longo da encosta, mas não escorregou para o mar devido ao solo húmido que fez com que o trem de pouso ficasse preso na lama. Uma evacuação de emergência foi ordenada pela tripulação de cabine. A aeronave sofreu danos consideráveis, com o motor direito se desprendendo e caindo no Mar Negro. Na época chovia com visibilidade de 4 km (2.5 mi). Após o acidente, o aeroporto de Trabzon foi fechado até às 08:00 hora local (05:00 UTC) do dia 14 de janeiro. A aeronave foi removida do penhasco em 18 de janeiro. Durante a operação de recuperação, o Aeroporto de Trabzon foi fechado, com aeronaves sendo desviadas para um aeroporto próximo chamado Aeroporto Ordu – Giresun, Gülyalı. A aeronave foi declarada aposentada.

## Investigação
O governador da província de Trabzon informou que foi aberta uma investigação sobre o acidente. A Direção-Geral da Aviação Civil é responsável pela investigação dos acidentes aéreos na Turquia.
Um dos pilotos afirmou que um motor teve um pico de potência, o que causou a excursão por meio de empuxo assimétrico.